# ロッキー (企業)
株式会社 ロッキーは、香川県の企業（元レンタルビデオ店、現書店）。映像書籍販売のDISK IN ROCKYと信長書店を運営する。関西地方の信長書店の経営会社とは全く別の会社。

## 事業概要
成年向け書店部門「信長書店」の運営をメインとした企業活動を行っている。
西日本放送の情報番組「ガハハTV」「LIBERTY CLICK」「いまこれTV!」などのレンタルランキングや新作紹介などで協力していた。

## VIDEO IN ロッキー
かつては香川県内最大手のレンタルビデオショップグループ「VIDEO IN ロッキー」を運営していた。しかし、2003年6月株式会社ゲオによってM&Aをかけられたため、レンタルビデオ関連の業務を同社に譲渡し、「VIDEO IN ロッキー」を名乗っていた店舗は全て「ゲオ」に改称した。
「5本セットで割引」「どの店舗にも返却可能」など、当時としては画期的なサービスが好評だった。
なお、ゲオグループで中国・四国地方の直営店舗事業を行う株式会社ゲオステーションは旧・株式会社ロッキーの法人格を引き継いでいた。同社は新ロッキー設立のため一度観音寺市に移転し、現社名に変更の上2004年に本店を高松市に戻している。同社はゲオの直接の子会社ではなかった。親子関係は下記の通り。
ゲオ（親会社） - ゲオグローバル（子会社、北関東地区担当） - ゲオエブリ（孫会社、西東海地区担当） - ゲオステーション（曽孫会社、中四国担当）

## 事業所所在地
- 本部
香川県高松市国分寺町福家甲2890-2

- 店舗
  - DISK IN ROCKY 高松店（ドン・キホーテパウ高松店内）
  - 信長書店 香西店
  - 信長書店 仏生山店
  - 信長書店 牟礼店
  - 信長書店 木太店
  - 信長書店 善通寺店
  - 信長書店 豊中店
  - 信長書店 宇多津店
  - 信長書店 丸亀店

## 沿革

### 旧・株式会社ロッキー
- 1987年 4月 - 初代社長、藤田隆志による個人創業。主要銀行と取引開始。
- 1987年 7月 - 高松市茜町にて最初の店舗「ロッキー茜町店」を開業。
- 1988年 8月 - 株式会社ロッキー、登記設立。
- 1992年 4月 - 新常磐町に成年向けビデオセル店「神田書店」を開業。
- 1995年 4月 - 神田書店を「アラジン」に屋号改称。本部を香西本町に移転。
- 1997年 7月 - 有限会社 四国信長書店 設立。アラジン店舗を「信長書店」に屋号改称。
- 1999年 3月 - 岡山市円山に信長書店FC円山店を設立。県外進出1号店。
- 1999年 4月 - ロッキー東バイパス店開業。初の大型店舗。店内にマンガ喫茶「まんが図書館」設置。
- 2000年 4月 - まんが図書館をインターネットカフェに改装。
- 2000年 8月 - グループ最大の在庫数を誇っていたロッキー郷東店を同地区内の別土地に移転。「ロッキーミラクルタウン店」として事務本部を据える。
- 2000年12月 - ロッキー愛媛東予店、ロッキー新倉敷店オープン。
ロッキー初の県外進出。グループとしても初の直営県外進出となる。その後徳島県にも進出。
- 2001年10月 - 本店を創業店である茜町店から事務本部のある郷東店に変更。
- 2003年 6月 - 株式会社 ゲオによってM&Aをかけられる。結果、合併本契約書類に調印。
結果、レンタル部門にして企業の顔ともなっていた「ロッキー」全店舗とマルチメディア(ネットカフェ)部門である「まんが図書館」をゲオに譲渡する事になる。
- 2003年 7月 - ゲオへの全業務引継完了。
- 2003年 8月 - 本店を観音寺市のゲオ観音寺店内に移転。
- 2004年 7月 - 株式会社ゲオステーションに商号変更、同時に本店を高松市のゲオ円座店（高松市円座町544番地1）に移転。
- 2010年10月1日 - ゲオ本社がゲオステーションを含む地域子会社を合併。旧ロッキーの法人格は消滅。

### 新・株式会社ロッキー
- 2003年 8月 - 現在の場所で新たに「株式会社ロッキー」を設立。「四国信長書店」を吸収して新体制へ。
取締役会長・藤田隆志。代表取締役・長尾忠俊。
- 2004年 2月 - 株式会社 エンジェルファンド・アントレスクール設立。
- 2004年 5月 - 会長・藤田隆志、納税者番付四国地区一位となる。
- 2004年12月 - 新体制初店舗「DISK IN ROCKY」高松店開業。
- 2006年11月 - 豊中店オープン
- 2016年1月 - 本社を現在地に移転。

## 部門およびグループ企業
- キヌサリゾート
会長移住地であるバリ島の住宅地区分譲販売
- エンジェルファンド・アントレスクール
香川県にて企業家を目指す人のための起業ファンド及び専門学校。